# جون كلارنس باتلر
جون كلارنس باتلر (بالإنجليزية: John Clarence Butler)‏ هو ضابط أمريكي، ولد في 2 فبراير 1921 في Liberty, Arizona ‏ في الولايات المتحدة، وتوفي في 4 يونيو 1942 في المحيط الهادئ.